# Alpheus paralcyone
Alpheus paralcyone är en kräftdjursart som beskrevs av H. Coutière 1905. Alpheus paralcyone ingår i släktet Alpheus och familjen Alpheidae. Inga underarter finns listade i Catalogue of Life.